# Анищенков, Николай Иванович
Никола́й Ива́нович Ани́щенков (10 января 1926, Манино, Смоленская губерния — 8 июля 1997, Нижний Новгород) — советский сталевар. Депутат Верховного Совета СССР 6-го созыва (1962—1966). Герой Социалистического Труда (1958).

## Биография
Родился 10 января 1926 года в деревне Манино Духовщинского района Смоленской области в крестьянской семье.
С 1941 года в период начала Великой Отечественной войны Н. И. Анищенков со своей семьёй находился на временно оккупированной гитлеровскими войсками территории. В 1942 году партизанами был выведен в числе других детей Смоленской области за линию фронта и позднее доставлен в город Горький.
С 1943 года после окончания школы фабрично-заводского обучения поступил на работу в мартеновский цех завода «Красное Сормово», с 1944 года стал первым подручным во фронтовой комсомольско-молодёжной бригаде, а с 1945 года начал работать — сталеваром.
Бригада, в которой работал Н. И. Анищенков добилась больших успехов, её коллектив поддержал почин Нижне-Тагильского завода об увеличении съёма стали с квадратного метра пода печи.
19 июля 1958 года Указом Президиума Верховного Совета СССР «за выдающиеся успехи, достигнутые в развитии чёрной металлургии» Николай Иванович Анищенков был удостоен звания Героя Социалистического Труда с вручением Ордена Ленина и золотой медали «Серп и Молот».
До 1976 года Н. И. Анищенков проработал возле мартена, с 1976 до выхода на пенсию в 1987 году работал — мастером производственного обучения Горьковского профессионально-технического училища № 5.
Помимо основной деятельности Н. И. Анищенков был депутатом Совета Союза Верховного Совета СССР 6-го созыва (1962—1966) от Горьковской области, депутатом Горьковского областного совета и членом Горьковского обкома КПСС, а также делегатом XXI и XXII съездов партии.
Скончался 8 июля 1997 года, похоронен на кладбище Копосово-Высоково в Нижнем Новгороде.

## Награды
- Медаль «Серп и Молот» (19.07.1958)
- Орден Ленина (19.07.1958)